# کیمنه
کیمنه(Keimneh)، روستایی از توابع بخش نوسود شهرستان پاوه در استان کرمانشاه ایران است.

## جمعیت
این روستا در دهستان سیروان قرار دارد و براساس سرشماری مرکز آمار ایران در سال ۱۳۸۵، جمعیت آن ۱۵۱ نفر (۳۹خانوار) بوده‌ و ازهمسایگان به روستاهای بیرواس (اسم روستای  بێرواس است نه بیدرواز، چون در زمان رضاشاه به علت بیسوادی اهل روستا و متوجه نشدن مامور ثبت احوال از زبان بومی اهالی روستا، اشتباهی به جای بێرواس بیدرواز درج شده است ) و هانه گرمله است.